# Шапкино (Коломенский район)
Шапкино — деревня в Проводниковском сельском поселении Коломенского района Московской области. Население — 34 чел. (2010). Расположена в северной части района в 8 км к северо-западу от Коломны, в 4 км к юго-западу от автодороги М5 «Урал». Газифицирована.

## История
В 1911 году деревня входила в состав Непецынской волости Коломенского уезда. Принадлежала Боту Е. А.

## Население
| 2002 | 2006 | 2010 |
| ---- | ---- | ---- |
| 23   | ↘9   | ↗34  |